# 松原喜之次

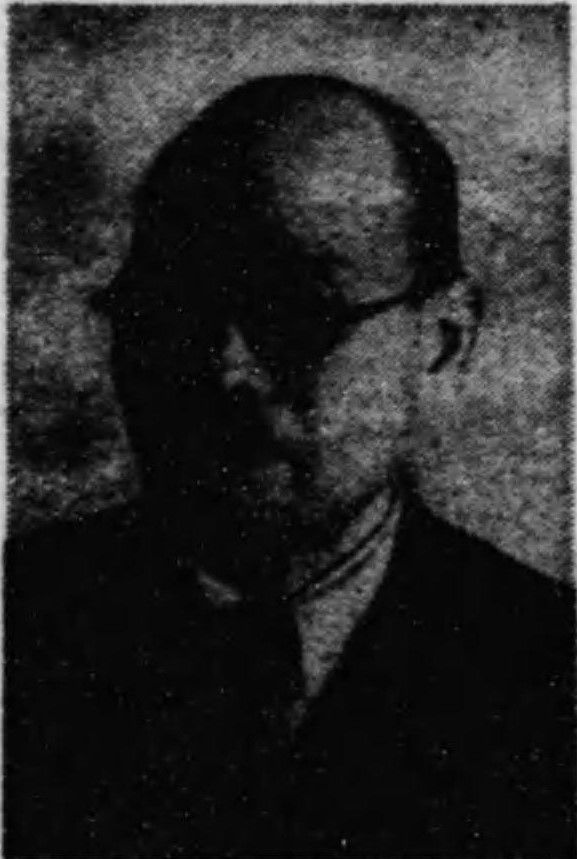
松原喜之次

松原 喜之次（まつばら きのじ、1895年2月18日 - 1971年11月13日）は、日本の政治家である。衆議院議員。

## 経歴
大阪府南河内郡黒山村出身。1922年（大正11年）、京都帝国大学経済学部卒業。桃山学院中学校の英語教諭、大阪府立黒山実業学校の教頭などを経て、経済界に転身した。神国海上火災KK（日本興亜損害保険の前身会社）、大阪タクシーKK、大阪メーターKK等を経て、1946年（昭和21年）、日本社会党に入党、日本社会党大阪府連合常任執行役員となる。
1947年（昭和22年）第23回衆議院議員総選挙で大阪第3区より衆議院議員に初当選、日本社会党中央委員に就任。大阪メーターKKを退職。1950年（昭和25年）東京相互タクシーKKを設立し、代表取締役に就任。1952年（昭和27年）第25回衆議院議員総選挙で当選、衆議院鉄道建設審議会委員となる。1953年（昭和28年）第26回衆議院議員総選挙に再当選、1954年（昭和29年）日本社会党大阪府連合委員長に就任。
1955年（昭和30年）第27回衆議院議員総選挙に再選、衆議院大蔵委員長に選任される。また光和産業KK、オート工業KK等も創立、役員として東京タワー建設計画にも奔走した。1958年（昭和33年）東京相互タクシーKK会長に就任。その後も、1960年（昭和35年）の第29回衆議院議員総選挙、1963年（昭和38年）の第30回衆議院議員総選挙に再選。しかし、このころ脳内出血で倒れ入院。1966年（昭和41年）の衆議院解散を期に政界からの引退を表明。1971年（昭和46年）4月29日、叙勲二等授瑞宝章。同年11月13日、死去。享年76。叙正四位。

## 親族
- 松原清 - 孫。オーボエ奏者。
- 松原みき - 孫。歌手・作詞家・作曲家。
- 松原つよし - 孫。テレビCMディレクター。